# Dennis Hall
Dennis Hall (n. 5 februarie 1971, Milwaukee, Wisconsin, SUA) este un luptător ce a reprezentat Statele Unite ale Americii, medaliat olimpic. A participat la 2 ediții ale Jocurilor Olimpice (1992, 1996) în care a câștigat o medalie de argint.